# Шварцах (Нижня Баварія)
Шварцах (нім. Schwarzach) — громада в Німеччині, розташована в землі Баварія. Підпорядковується адміністративному округу Нижня Баварія. Входить до складу району Штраубінг-Боген. Центр об'єднання громад Шварцах.
Площа — 33,24 км2. Населення становить 2908 ос. (станом на 31 грудня 2020).